# Marcelle Ranson-Hervé
Pour les articles homonymes, voir Ranson et Hervé.
Marcelle Ranson-Hervé, née le 10 octobre 1929 à Marseille et morte le 3 avril 2020 dans la même ville, est une actrice française.
Ayant débuté sous le nom de Marcelle Ranson, ce n'est que tardivement qu'elle a adopté le pseudonyme de Marcelle Ranson-Hervé.

## Biographie
Marcelle Ranson-Hervé est issue d'une famille marseillaise ; Louis Rançon, son père, était chef d'orchestre d'artistes comme Annie Cordy, Bourvil ou Georges Guétary. En 1925, son grand-père Anthonin Rançon tenait le cinéma-théâtre d'Auriol (Bouches-du-Rhône) qui a accueilli Fernandel.
En 1949, elle est reçue au Conservatoire de Paris dans la classe de Jean Rochefort et Jean-Paul Belmondo.
Actrice de caractère et de composition (elle a joué Le Chevalier d'Éon à la télévision), elle reste, pour les cinéphiles, Fine dans Crésus face à Fernandel (1960). Elle a donné des cours d'art dramatique au conservatoire de Rosny-sous-Bois.
Elle meurt le 3 avril 2020 à Marseille des suites de la Covid-19.

## Filmographie

### Cinéma
- 1960 : Une gueule comme la mienne de Frédéric Dard : la passante au chien
- 1960 : Crésus de Jean Giono : Fine
- 1961 : Les Mauvais Coups de François Leterrier
- 1964 : Lucky Jo de Michel Deville
- 1967 : Les Arnaud de Léo Joannon : Belle Arnaud
- 1971 : Mourir d'aimer d'André Cayatte : la voisine
- 1973 : Mais où est donc passée la septième compagnie de Robert Lamoureux : Mme Thévenay
- 1978 : Robert et Robert de Claude Lelouch : l'examinatrice au permis
- 1979 : La Gueule de l'autre de Pierre Tchernia : Madame la ministre

### Télévision
- 1957 : Les énigmes de l'histoire, épisode Le chevalier d'Eon : le chevalier d'Eon
- 1958 : Les Cinq Dernières Minutes, épisode La Clé de l'énigme de Claude Loursais : Mona Vathier[2]
- 1958 : En votre âme et conscience :  Le Troisième Accusé ou l'Affaire Gayet de Claude Barma
- 1959 : Macbeth de Claude Barma (téléfilm) : la première sorcière
- 1965 : Belphégor ou le Fantôme du Louvre de Claude Barma (feuilleton télévisé) : Marie Hiquet
- 1966 : En votre âme et conscience :  Pour l'honneur d'une fille de Claude Barma
- 1971 : L'Homme qui rit de Jean Kerchbron : la reine Anne
- 1972 : Au théâtre ce soir : Félicity de Noël Coward, mise en scène Jacques François, réalisation Georges Folgoas, théâtre Marigny
- 1973 : Au théâtre ce soir : La Reine galante d’André Castelot, mise en scène Michel Roux, réalisation Georges Folgoas, théâtre Marigny
- 1973 : Joseph Balsamo (feuilleton télévisé) d'André Hunebelle : la comtesse de Béarn
- 1974 : Au théâtre ce soir : Le Vison à cinq pattes de Constance Coline d'après Peter Coke, mise en scène René Dupuy, réalisation Jean Royer, théâtre Marigny
- 1976 : Au théâtre ce soir : L'Héritière de Ruth Goetz et Augustus Goetz, mise en scène René Clermont, réalisation Pierre Sabbagh, théâtre Édouard VII
- 1977 : Au théâtre ce soir : L'Archipel Lenoir d'Armand Salacrou, mise en scène René Clermont, réalisation Pierre Sabbagh, théâtre Marigny
- 1977 : Les Folies Offenbach, épisode Monsieur Choufleuri restera chez lui de Michel Boisrond : la duchesse de Persigny
- 1981 : Au théâtre ce soir : Ce que femme veut d'Alfred Savoir et Étienne Rey, mise en scène Jean Kerchbron, réalisation Pierre Sabbagh, théâtre Marigny

## Théâtre
- 1947 : Huon de Bordeaux d'Alexandre Arnoux, mise en scène Georges Douking, Centre dramatique de l'Est
- 1950 : Les Démoniaques de Michel Durafour, mise en scène Maurice Escande, Théâtre du Vieux-Colombier
- 1952 : Arden de Feversham d'Henri-René Lenormand, mise en scène Gaston Baty, Comédie de Provence Casino municipal d'Aix-en-Provence
- 1953 : Flamineo de Robert Merle, mise en scène Georges Douking, Théâtre des Célestins
- 1953 : Huon de Bordeaux d'Alexandre Arnoux, mise en scène Georges Douking, Théâtre des Célestins
- 1955 : L'Orestie d'Eschyle, mise en scène Jean-Louis Barrault, Festival de Bordeaux, Théâtre Marigny
- 1957 : La Réunion de famille, mise en scène Maurice Guillaud, Théâtre de l'Œuvre
- 1957 : La Nuit des Rois de William Shakespeare, mise en scène Georges Douking, Festival des Nuits de Bourgogne Beaune
- 1959 : Mère Courage de Bertolt Brecht, mise en scène Jean Vilar, TNP Festival d'Avignon
- 1959 : Becket ou l'honneur de Dieu de Jean Anouilh, mise en scène Roland Piétri, théâtre Montparnasse
- 1960 : Erik XIV d'August Strindberg, mise en scène Jean Vilar, TNP Théâtre de Chaillot, Festival d'Avignon
- 1960 : Antigone de Sophocle, mise en scène Jean Vilar, TNP Festival d'Avignon
- 1960 : Mère Courage de Bertolt Brecht, mise en scène Jean Vilar, TNP Festival d'Avignon
- 1960 : La Résistible Ascension d'Arturo Ui de Bertolt Brecht, mise en scène Jean Vilar et Georges Wilson, TNP Théâtre de Chaillot
- 1961 : Antigone de Sophocle, mise en scène Jean Vilar, TNP Festival d'Avignon
- 1961 : Les Rustres de Carlo Goldoni, mise en scène Roger Mollien et Jean Vilar, TNP Festival d'Avignon
- 1962 : La Reine galante d'André Castelot, mise en scène Jean-Pierre Grenier, Théâtre des Ambassadeurs
- 1962 : Les Rustres de Carlo Goldoni, mise en scène Roger Mollien et Jean Vilar, TNP Festival d'Avignon
- 1963: La Robe mauve de Valentine de Françoise Sagan, mise en scène Yves Robert, Théâtre des Ambassadeurs
- 1964: La Robe mauve de Valentine de Françoise Sagan, mise en scène Yves Robert, Théâtre des Célestins
- 1964: Les Ailes de la colombe de Christopher Taylor (théâtre), mise en scène Michel Fagadau, Théâtre des Mathurins
- 1965: Après la chute (After the Fall) d'Arthur Miller, mise en scène Luchino Visconti, Théâtre du Gymnase
- 1965 : Port-Royal de Henry de Montherlant, mise en scène Jean Marchat, Festival d'Angers
- 1966 : Les Paravents de Jean Genet, mise en scène Roger Blin, Odéon-Théâtre de France
- 1966 : À Memphis il y a un homme d'une force prodigieuse de Jean Audureau, mise en scène Antoine Bourseiller, Festival du Marais
- 1966 : Richard III de William Shakespeare, mise en scène Roger Planchon, Festival d'Avignon
- 1967 : Richard III de William Shakespeare, mise en scène Roger Planchon, Théâtre de la Cité de Villeurbanne
- 1967 : Voltige de Philippe Hériat, mise en scène Pierre Fresnay, Théâtre de la Michodière
- 1969 : Le Babour de Félicien Marceau, mise en scène André Barsacq, Théâtre de l'Atelier
- 1970 : Et à la fin était le bang de René de Obaldia, mise en scène Michel de Ré, Festival de Vaison-la-Romaine
- 1972 : Tu étais si gentil quand tu étais petit de Jean Anouilh, mise scène Jean Anouilh & Roland Piétri, Théâtre Antoine
- 1973 : La Cage aux folles de Jean Poiret, mise en scène Pierre Mondy, Théâtre du Palais-Royal